# 그랑 부프
그랑 부프(La Grande Bouffe, The Grande Bouffe)는 이탈리아, 프랑스에서 제작된 마코 페레리 감독의 1973년 코미디, 드라마 영화이다. 마르첼로 마스트로야니 등이 주연으로 출연하였고 벵상 말레 등이 제작에 참여하였다.

## 출연

### 주연
- 마르첼로 마스트로야니
- 미첼 피콜리

### 조연
- 필립 느와레
- 우고 토그나지
- 안드레아 페럴
- 플로렌스 지오르게티
- 모니크 쇼메트
- 제임스 캠벨

## 제작진
- 미술: 미쉘 드 브로인
- 의상: 기트 마그리니